# Riano (poeta)
Riano (in greco antico: Ῥιανός?, Rhianós; Cerea, 275 a.C. circa – Alessandria, fine III secolo a.C.?) è stato un poeta e grammatico greco antico, amico e contemporaneo di Eratostene.

## Biografia
Scarse e frammentarie sono le notizie della vita di Riano. Secondo Suda nacque a Creta, a Bene o Cerea: schiavo e istruttore di lotta, ricevette un'istruzione in età già matura. In seguito, dedicò la sua vita agli studi di grammatica, forse ad Alessandria.

## Opere
Ad Alessandria, Riano curò il commento e la pubblicazione sia della Iliade che della Odissea e le sue atetesi sono registrate spesso dagli scolii, in numero di 45 in tutto.
Come gli altri alessandrini, Riano si dedicò, inoltre, all'epica (di cui restano circa 60 brevissimi frammenti, a parte un brano di 21 versi a contenuto gnomico), spaziando da quella mitologica a quella storica: sono testimoniati, infatti, i titoli di una Eracleia in almeno 14 libri, mentre ben più ampia era la produzione epico-storica, con titoli come gli Akaikà (4 libri), gli Heliakà (3 libri), i Thessalikà (16 libri) e i Messeniakà in 6 libri. Quest'ultimo titolo è il più ricostruibile, dato che, per esplicita ammissione dell'autore, vi attinse Pausania come fonte per la sua digressione sulla Seconda guerra messenica: dal periegeta si ricava, inoltre, che l'eroe del poema di Riano era Aristomene, trattato sulla falsariga dell'Achille omerico.
Infine, a testimonianza dell'attività pienamente alessandrina di Riano, nell'Antologia Palatina sono raccolti undici dei suoi epigrammi, caratterizzati da una certa vivacità e eleganza.